# Russ (Name)
Russ bzw. Ruß ist ein englischer männlicher Vorname und deutscher Familienname. Als männlicher Vorname ist er eine Kurzform des Vornamens Russell.

## Namensträger

### Künstlername
- Russ (* 1992), US-amerikanischer Rapper
- Russ Millions (* 1996), auch Russ Splash oder nur Russ, britischer Rapper

### Vorname
- Russ Abbot (* 1947), britischer Musiker, Komiker und Schauspieler
- Russ Adam (* 1961), kanadischer Eishockeyspieler und -trainer
- Russ Adams (1930–2017), US-amerikanischer Sportfotograf
- Russ T. Alsobrook (* 1946), US-amerikanischer Kameramann
- Russ Anderson (* 1955), US-amerikanischer Eishockeyspieler
- Russ Ballard (* 1945), britischer Gitarrist, Sänger, Komponist und Musikproduzent
- Russ Blinco (1908–1982), kanadischer Eishockeyspieler
- Russ Bray (* 1957), englischer Dartschiedsrichter
- Russ Brown (Filmtechniker), US-amerikanischer Filmtechniker und Produktionsmanager
- Russ Brown (Schauspieler) (1892–1964), US-amerikanischer Schauspieler
- Russ Carnahan (* 1958), US-amerikanischer Politiker (Demokratische Partei)
- Russ Case (1912–1964), US-amerikanischer Musiker
- Russ Cheever (1911–1987), US-amerikanischer Jazz- und Studiomusiker
- Russ Conway (1925–2000), britischer Pianist
- Russ Courtnall (* 1965), kanadischer Eishockeyspieler
- Russ Dantzler (* 1951), US-amerikanischer Musikproduzent, Musikmanager und Autor
- Russ Feingold (* 1953), US-amerikanischer Politiker
- Russ Findley, US-amerikanischer Skeletonfahrer
- Russ Freeman (Pianist) (1926–2002), US-amerikanischer Jazzpianist
- Russ Fulcher (* 1962), US-amerikanischer Politiker
- Russ Hamilton (Sänger) (1932–2008), britischer Sänger und Songwriter
- Russ Hamilton (Pokerspieler) (* 1948), US-amerikanischer Pokerspieler
- Russ Heath (1926–2018), US-amerikanischer Comiczeichner und Cartoonist
- Russ Hodge (* 1939), US-amerikanischer Zehnkämpfer
- Russ Howard (* 1956), kanadischer Curler
- Russ Johnson (* 1965), US-amerikanischer Trompeter
- Russ Kassoff (* 1953), US-amerikanischer Jazzpianist, Arrangeur und Orchesterleiter
- Russ Letlow (1913–1987), US-amerikanischer American-Football-Spieler
- Russ Lossing (* 1960), US-amerikanischer Jazzpianist und Komponist
- Russ Manning (1929–1981), US-amerikanischer Comiczeichner
- Russ Mayberry (1925–2012), US-amerikanischer Filmregisseur
- Russ Method (1897–1971), US-amerikanischer American-Football-Spieler
- Russ Meyer (1922–2004), US-amerikanischer Regisseur, Drehbuchautor und Produzent
- Russ Mitchell (* 1985), US-amerikanischer Baseballspieler
- Russ Morgan (1904–1969), US-amerikanischer Bandleader
- Russ Saunders (1906–1987), US-amerikanischer American-Football-Spieler und Regieassistent
- Russ Savakus (1925–1984), US-amerikanischer Musiker
- Russ Spiegel (* 1962), US-amerikanischer Jazzgitarrist
- Russ Stein (1896–1970), US-amerikanischer American-Football-Spieler und Polizeibeamter
- Russ Taff (* 1953), US-amerikanischer Sänger und Songwriter
- Russ Tamblyn (* 1934), US-amerikanischer Schauspieler
- Russ Tice (* 1961), US-amerikanischer Nachrichtendienstmitarbeiter
- Russ Titelman (* 1944), US-amerikanischer Musikproduzent und Songwriter
- Russ Tolman (* 1956), US-amerikanischer Singer-Songwriter, Sänger, Gitarrist und Musikproduzent
- Russ Whitman, US-amerikanischer Jazzmusiker

### Familienname
- Alexander Russ, deutscher Architekt und Journalist
- Alexandra Russ (* 1970), deutsche Schwimmerin
- Brigitte Russ-Scherer (* 1956), deutsche Politikerin (SPD)
- Carl Ruß (1838–1925), Schweizer Schokoladenfabrikant
- Charles V. J. Russ (* 1942), britischer Germanist
- Dennis Russ (* 1992), deutscher Fußballspieler
- Eddie Russ (* um 1940), US-amerikanischer Fusion- und Jazz-Musiker
- Edith Ruß (auch Russ; 1919–1993), deutsche Kunstmäzenin
- Emmy Russ (* 1999), deutsche Reality-TV-Teilnehmerin
- Ernst Russ (Reeder) (1867–1957), deutscher Reeder
- Eugen Russ (* 1961), österreichischer Medienunternehmer
- Friedrich Ruß (1777–1844), deutscher Kaufmann, Ratsherr und Politiker
- Fritz Ruß (1864–1934), österreichischer Schauspieler
- Gottfried Ruß (1807–1873), deutscher Kaufmann und Politiker
- Heinz Ruß (* 1939), österreichischer Fußballspieler
- Henry Ruß (* 1964), deutscher Politiker (Die Linke)
- Isabel Nina Russ, österreichische Medienmanagerin und Journalistin
- Jakob Russ (vor 1482–nach 1506), deutscher Bildhauer
- Joanna Russ (1937–2011), US-amerikanische Schriftstellerin
- Johann Löwenfeld-Russ (1873–1945), österreichischer Politiker
- John Russ (1767–1833), US-amerikanischer Politiker
- Karl Ruß (Maler) (1779–1843), österreichischer Maler
- Karl Ruß (Schriftsteller) (1833–1899), deutscher Volksschriftsteller
- Kurt Russ (* 1964), österreichischer Fußballspieler
- Leander Russ (1809–1864), österreichischer Maler
- Marco Russ (* 1985), deutscher Fußballspieler
- Martin Russ (1931–2010), US-amerikanischer Autor
- Matthias Russ (* 1983), deutscher Radrennfahrer
- Melchior Russ (um 1450–1499), Schweizer Geschichtsschreiber
- Michael Russ (Konzertveranstalter) (* 1945), deutscher Konzertveranstalter
- Michael A. Russ (1945–2021), deutschamerikanischer Fotograf und Regisseur
- Moritz Russ (* 2001), deutscher Synchronsprecher
- Niklas Ruß (* 1990), deutscher Handballspieler
- Peter Ruß (* 1941), deutscher Verlagsmanager
- Robert Russ (1847–1922), österreichischer Maler
- Robert Russ (Musikproduzent) (* 1971), deutscher Musikproduzent
- Sabine Ruß-Sattar (* 1962), deutsche Politologin
- Semp Russ (1878–1978), US-amerikanischer Tennisspieler
- Stephan Ruß-Mohl (* 1950), deutscher Medienwissenschaftler
- Thomas Russ (um 1430-nach 1485), deutscher Mediziner und Hochschullehrer
- Tim Russ (* 1956), US-amerikanischer Schauspieler
- Viktor Wilhelm Russ (1840–1920), österreichischer Verkehrsfachmann und Politiker
- Wilhelm Ruß († 1957), deutscher Lehrer und Mitgründer der HUK-Coburg
- William Russ (* 1950), US-amerikanischer Schauspieler
- Willy Russ (Unternehmer) (1877–1959), Schweizer Unternehmer, Kunstsammler und Mäzen
- Willy Ruß (1888–1974), österreich-ungarischer Bildhauer und Keramiker